# Primera divisió espanyola de futbol 1961-1962
El Reial Madrid Club de Futbol va aconseguir el seu segon títol consecutiu. Encara que la diferència final només va ser de tres punts sobre el segon, el club blanc va aconseguir romandre en el lideratge des de la jornada 4 fins al final. L'Atlètic de Madrid va lluitar pel lideratge fins poques jornades abans del final.

## Equips participants
| Equips          | Ciutat                 | Estadi                    |
| --------------- | ---------------------- | ------------------------- |
| Atlético Bilbao | Bilbao                 | San Mamés                 |
| Atlético Madrid | Madrid                 | Metropolitano             |
| Barcelona       | Barcelona              | Camp Nou                  |
| Elx             | Elx                    | Altabix                   |
| Espanyol        | Barcelona              | Sarrià                    |
| Mallorca        | Palma                  | Lluís Sitjar              |
| Osasuna         | Pamplona               | San Juan                  |
| Oviedo          | Oviedo                 | Carlos Tartiere           |
| Real Betis      | Sevilla                | Benito Villamarín         |
| Real Madrid     | Madrid                 | Santiago Bernabéu         |
| Real Santander  | Santander              | El Sardinero              |
| Reial Societat  | Sant Sebastià          | Atotxa                    |
| Sevilla         | Sevilla                | Ramón Sánchez Pizjuán     |
| Tenerife        | Santa Cruz de Tenerife | Heliodoro Rodríguez López |
| València        | València               | Mestalla                  |
| Zaragoza        | Saragossa              | La Romareda               |

## Classificació general
| Pos | Equip              | PJ | PG | PE | PP | GF | GC | DG  | Pts | Classificació o descens      |
| --- | ------------------ | -- | -- | -- | -- | -- | -- | --- | --- | ---------------------------- |
| 1   | Real Madrid (C)    | 30 | 19 | 5  | 6  | 58 | 24 | +34 | 43  | Clas. per la Copa d'Europa   |
| 2   | Barcelona          | 30 | 18 | 4  | 8  | 81 | 46 | +35 | 40  | Convidat a la Copa de Fires  |
| 3   | Atlético Madrid    | 30 | 15 | 6  | 9  | 50 | 36 | +14 | 36  | Clas. per la Recopa d'Europa |
| 4   | Zaragoza           | 30 | 15 | 5  | 10 | 70 | 51 | +19 | 35  | Convidat a la Copa de Fires  |
| 5   | Atlético Bilbao    | 30 | 12 | 8  | 10 | 52 | 38 | +14 | 32  |                              |
| 6   | Sevilla            | 30 | 12 | 7  | 11 | 48 | 45 | +3  | 31  | Clas. per la Recopa d'Europa |
| 7   | València           | 30 | 12 | 7  | 11 | 50 | 50 | 0   | 31  | Convidat a la Copa de Fires  |
| 8   | Elx                | 30 | 10 | 9  | 11 | 52 | 52 | 0   | 29  |                              |
| 9   | Real Betis         | 30 | 10 | 8  | 12 | 39 | 51 | −12 | 28  |                              |
| 10  | Oviedo             | 30 | 10 | 7  | 13 | 27 | 47 | −20 | 27  |                              |
| 11  | Osasuna            | 30 | 11 | 5  | 14 | 30 | 47 | −17 | 27  |                              |
| 12  | Mallorca           | 30 | 10 | 7  | 13 | 54 | 59 | −5  | 27  |                              |
| 13  | Espanyol (R)       | 30 | 8  | 10 | 12 | 45 | 55 | −10 | 26  | Promoció de descens          |
| 14  | Real Santander (R) | 30 | 11 | 4  | 15 | 35 | 54 | −19 | 26  | Promoció de descens          |
| 15  | Reial Societat (R) | 30 | 9  | 5  | 16 | 37 | 49 | −12 | 23  | Descens a Segona Divisió     |
| 16  | Tenerife (R)       | 30 | 6  | 7  | 17 | 33 | 57 | −24 | 19  | Descens a Segona Divisió     |

## Resultats
| Casa \ Fora     | ATB | ATM | BAR | ELC | ESP | MLL | OSA | OVI | BET | RMA | RSA | RSO | SEV | TFE | VAL | ZAR |
| --------------- | --- | --- | --- | --- | --- | --- | --- | --- | --- | --- | --- | --- | --- | --- | --- | --- |
| Atlético Bilbao | —   | 5–1 | 3–2 | 1–1 | 1–2 | 3–0 | 0–0 | 0–1 | 1–0 | 0–2 | 0–1 | 3–3 | 5–1 | 5–0 | 0–0 | 1–0 |
| Atlético Madrid | 2–0 | —   | 1–1 | 5–2 | 5–2 | 1–1 | 4–2 | 5–1 | 1–0 | 1–0 | 1–0 | 1–0 | 4–0 | 1–0 | 0–0 | 3–0 |
| Barcelona       | 4–2 | 5–1 | —   | 3–2 | 2–0 | 3–2 | 3–1 | 4–1 | 6–1 | 3–1 | 8–0 | 5–0 | 3–2 | 5–2 | 4–0 | 1–1 |
| Elx             | 2–2 | 1–2 | 1–2 | —   | 6–2 | 2–0 | 6–2 | 1–1 | 1–1 | 0–0 | 2–1 | 4–2 | 1–0 | 3–0 | 2–1 | 5–3 |
| Espanyol        | 0–3 | 3–0 | 1–1 | 0–0 | —   | 0–2 | 3–0 | 1–1 | 2–2 | 1–1 | 3–2 | 2–2 | 0–1 | 2–0 | 2–2 | 1–3 |
| Mallorca        | 1–3 | 0–3 | 3–1 | 3–1 | 1–5 | —   | 2–0 | 2–0 | 1–0 | 0–2 | 0–0 | 1–0 | 3–2 | 1–1 | 3–0 | 1–0 |
| Osasuna         | 0–4 | 3–1 | 3–1 | 3–0 | 2–2 | 4–1 | —   | 2–2 | 4–0 | 1–3 | 2–1 | 0–1 | 1–3 | 3–1 | 5–2 | 5–1 |
| Oviedo          | 0–1 | 0–0 | 0–2 | 1–1 | 1–0 | 1–0 | 2–0 | —   | 1–1 | 1–0 | 2–1 | 1–0 | 1–1 | 1–0 | 1–0 | 0–2 |
| Real Betis      | 1–1 | 2–1 | 2–3 | 5–1 | 3–3 | 0–1 | 1–1 | 2–0 | —   | 2–1 | 1–0 | 2–1 | 3–1 | 2–0 | 3–1 | 2–2 |
| Real Madrid     | 3–0 | 2–1 | 2–0 | 3–1 | 3–1 | 2–0 | 2–2 | 4–1 | 2–0 | —   | 6–0 | 1–0 | 2–1 | 0–0 | 4–1 | 2–1 |
| Real Santander  | 2–0 | 1–0 | 1–1 | 3–1 | 1–3 | 4–0 | 1–3 | 3–0 | 1–0 | 0–2 | —   | 1–0 | 1–1 | 0–0 | 4–1 | 2–1 |
| Reial Societat  | 0–2 | 1–0 | 2–1 | 2–1 | 0–1 | 0–0 | 1–1 | 2–0 | 6–0 | 0–1 | 3–0 | —   | 4–1 | 0–1 | 1–1 | 1–0 |
| Sevilla         | 2–1 | 1–1 | 1–0 | 2–0 | 3–1 | 0–0 | 0–0 | 3–1 | 1–2 | 1–1 | 3–1 | 3–0 | —   | 2–1 | 2–0 | 4–0 |
| Tenerife        | 1–1 | 0–2 | 1–3 | 1–3 | 0–0 | 3–0 | 3–1 | 1–4 | 1–1 | 0–3 | 0–0 | 4–1 | 3–3 | —   | 2–1 | 4–2 |
| València        | 2–2 | 2–1 | 6–2 | 0–0 | 4–2 | 3–1 | 2–0 | 3–0 | 2–0 | 3–2 | 2–1 | 5–1 | 2–1 | 2–1 | —   | 1–1 |
| Zaragoza        | 4–2 | 1–1 | 3–2 | 1–1 | 3–0 | 3–0 | 6–3 | 5–1 | 4–0 | 2–1 | 6–1 | 6–3 | 3–2 | 3–1 | 3–0 | —   |

## Promoció de descens
| Equip 1  | Global | Equip 2        | Anada | Tornada |
| -------- | ------ | -------------- | ----- | ------- |
| Espanyol | 1-2    | Valladolid     | 1-0   | 0-2     |
| Málaga   | 3-1    | Real Santander | 3-0   | 0-1     |

## Resultats finals
- Lliga de Campions: Reial Madrid
- Recopa d'Europa: Sevilla FC
- Descensos: Racing de Santander, RCD Espanyol, Reial Societat i CD Tenerife
- Ascensos: Deportivo La Coruña, Córdoba CF, Real Valladolid i Málaga CF

## Màxims golejadors
| Posició | Golejador          | Gols        | Equip |
| ------- | ------------------ | ----------- | ----- |
| 1       | Juan Seminario     | Zaragoza    | 25    |
| 2       | Ferenc Puskás      | Real Madrid | 20    |
| 2       | Evaristo de Macedo | Barcelona   | 20    |
| 4       | Juan Romero Isasi  | Elx         | 18    |
| 5       | Sándor Kocsis      | Barcelona   | 17    |
| 5       | Joaquín Murillo    | Zaragoza    | 17    |